# NGC 5653
NGC 5653 és una galàxia espiral de la constel·lació del Bover.